# Sue Tilley
Sue Tilley (* 1957) ist als britisches Aktmodell bekannt geworden. Lucian Freud hat sie insgesamt vier Mal gemalt. Eins dieser Bilder, „Benefits Supervisor Sleeping“, ist im Mai 2008 als bis dahin teuerstes Gemälde eines lebenden Künstlers versteigert worden.

## Leben
Sue Tilley war in der britischen Arbeitsverwaltung tätig. Dort stieg sie von der Angestellten („Benefits Supervisor“) zur Leiterin eines Arbeitsamts in London-Mitte auf.
Zum Maler Lucian Freud erhielt sie Kontakt über einen gemeinsamen Bekannten, den australischen Performancekünstler Leigh Bowery, der Freud ebenfalls Modell saß. Bowery lernte Sue Tilley als Kassiererin im Londoner Nachtklub „Taboo“ kennen. Freud überzeugte die damals ungefähr 125 Kilogramm wiegende Sue Tilley, sich ihm als Modell über mehrere Jahre zur Verfügung zu stellen. Für jede Sitzung zahlte Freud ihr 20 Pfund. Freud hat Sue Tilley insgesamt vier Mal gemalt. Vor jeder Sitzung
übermalte Freud die Tätowierungen seines Modells mit Fleischfarbe.
Im Jahr 1993 entstand das erste Ölgemälde mit ihr, betitelt „Evening in the Studio“. „Big Sue“, wie Bowery sie nannte, erinnert sich nur ungern daran, weil sie nackt in unbequemer Lage auf dem blanken Fußboden posieren musste. Im Jahr 1995 konnte sie es sich hingegen auf einem Sofa in besserer Körperhaltung bequem machen, während Freud in etwa neun Monaten jenen Akt schuf, der im Jahr 2008 für einen Rekordpreis von $33,641,000 vom russischen Milliardär Roman Arkadjewitsch Abramowitsch erworben wurde. Durch den Bildabdruck des Gemäldes wurde in diesem Zusammenhang Sue Tilley zur ersten Nackten auf der Titelseite der Wirtschaftszeitung Financial Times.
Von September 2000 bis März 2001 fand im Museum für Moderne Kunst Frankfurt die einzige Überblicksausstellung mit Werken Freuds in einem Deutschen Museum statt, die in enger Kooperation mit dem Künstler organisiert wurde. Sowohl Katalog, als auch Einladung und Plakat zeigen Freuds Bild „Sleeping by the Lion Carpet“ von 1995/96.
Über Leigh Bowery hat Sue Tilley ein Buch geschrieben.

## Sue Tilley als Modell für Lucian Freud

### Gemälde
- Evening in the Studio 1993[3]
- Benefits Supervisor Resting. 1994[4]
- Benefits Supervisor Sleeping, 1995[5]
- Sleeping by the Lion Carpet, 1996[6]

### Radierungen
- Women Sleeping, 1995[7]

Radierung, 73 × 60 cm, Auflage 36
- Women with an Arm Tattoo, 1996[8]

Radierung, 60 × 81,9 cm, Auflage 40